# Rudolf Lochner (Erziehungswissenschaftler)
Rudolf Lochner (* 3. September 1895 in Prag-Smíchov; † 23. April 1978 in Lüneburg) war ein deutsch-böhmischer Erziehungswissenschaftler und Agitator der sudetendeutschen völkischen Bewegung. Von 1946 bis 1951 war Lochner Professor an der Pädagogischen Akademie Celle und von 1951 bis 1963 an der Pädagogischen Hochschule Lüneburg.

## Leben
Rudolf Lochner war ein Sohn des gleichnamigen Rudolf Lochner (1867–1934), Privatbeamter der Ringhoffer-Werke in Prag. Er besuchte ein deutsches Gymnasium in Prag bis zum Abitur 1914. Als Kriegsfreiwilliger geriet er für drei Jahre in russische Kriegsgefangenschaft, aus der er floh und wieder in das k.u.k. Heer als Leutnant zurückkehrte. Nach seinem Studium vor allem der Pädagogik und Psychologie an der deutschen Karl-Ferdinands-Universität war Lochner als Mitarbeiter bei Erich Gierach tätig, den er bereits im Kriegsgefangenenlager kennengelernt hatte. Er promovierte 1921 über von Grimmelshausen zum Dr. phil. und legte 1922 das Staatsexamen in Deutsch, Tschechisch und Philosophie ab. Nach kurzer Lehrertätigkeit wurde er 1923 bis 1934 Geschäftsführer des Deutschen Stadtbildungsausschusses in Reichenberg, auch um in der Erwachsenenbildung und in den Volkshochschulen tätig zu werden. 
1927 habilitierte er sich in Prag bei Ernst Otto in Erziehungswissenschaft mit der Hoffnung auf einen Universitätslehrstuhl. 1934 wurde er Professor für „Grenzlandkunde“ an der neu eingerichteten Hochschule für Lehrerbildung in Hirschberg im Riesengebirge. 1935 habilitierte sich Lochner ein zweites Mal an der Universität Breslau. Ab 1940 war er als Offizier eingezogen und diente in Wehrmachtsstellen in Breslau und Posen. Zwischen 1942 und 1945 lehrte Lochner zugleich als Dozent für Erziehungswissenschaften an der Reichsuniversität Posen. 
Lochner war Mitglied der Sudetendeutschen Partei, beantragte dann am 17. Juni 1937 die Aufnahme in die NSDAP und wurde rückwirkend zum 1. Mai desselben Jahres aufgenommen (Mitgliedsnummer 5.599.080). Schon November 1934 war er der SA beigetreten.
Nach dem Ende des Zweiten Weltkrieges wurde er 1946 zum Professor an der Pädagogischen Akademie in Celle (Adolf-Reichwein-Hochschule Celle) berufen. Anschließend war er von 1951 bis zu seiner Emeritierung im Jahre 1963 Lehrstuhlinhaber für Erziehungswissenschaften an der Pädagogischen Hochschule Lüneburg.

## Wirken
Lochner gehörte seit den 1920er Jahren zusammen mit Emil Lehmann und Eugen Lemberg zu den Protagonisten einer sudetendeutschen Volksbildung in der Tschechoslowakei. Er veröffentlichte in dieser Zeit eine Vielzahl von Völkerhass geprägter Schriften:

„Gewisse häßliche Züge schreibt man ihnen zu; seit alters werden sie von den Nachbarn der Neigung zum Diebstahl bezichtigt und es muß etwas Wahres daran sein; ihr erster Staatspräsident hat als Erziehungsziel öffentlich verkündet: „Sich nicht fürchten und – nicht stehlen!“ Vielleicht kann man diese Neigung zu mehr oder minder harmlosen Dieberei mit dem gewissen Unterwürfigkeitszug zusammenbringen, der ihnen bis heute aus geschichtlichen Gründen anhaftet; sie ärgern sich selbst darüber und fallen oft aus der Rolle: dann werden sie gehässig und tyrannisch und trumpfen nach Art des kleinen Mannes auf. Das hindert sie aber nicht, einen recht beachtlichen Angriffsgeist zu entfalten, den ihre deutschen Nachbarn seit Jahrhunderten wellenartig zu spüren bekommen. Vom Nachbarn nehmen, was man kann, ihn aber dabei schlagen, verdrängen, austilgen; das ist ihre Taktik. Dem deutschen Einfluß verdanken sie fast alles an Kulturgütern; sie sind germanisierte Slawen. Die Anpassung an deutsche Verhältnisse ergreift frühzeitig alle tschechischen Lebensäußerungen; Verfassungsformen, Rechtspflege, wirtschaftliche und soziale Verhältnisse, Entwicklung der Stammesgliederung, Glaube, Schrifttum, Kunst, Wohnweise usw. Die ganze tschechische Kultur besitzt keine slawische Eigentümlichkeit mehr“

„Mit Schönerer sich zu beschäftigen, heißt, großdeutsche Geschichte zu treiben. Schönerer einer der leidenschaftlichsten Deutschen, die je gelebt, ist der größte deutsche politische Erzieher nach Bismarck und vor Adolf Hitler.“

Lochner wird in Deutschland vor allem von Wolfgang Brezinka als einer der Mitbegründer der empirischen Pädagogik bzw. der Erziehungswissenschaft als Tatsachenwissenschaft angesehen. Mit einem Rückgriff auf die Genetik von Oskar Bail wollte Lochner die Naturwissenschaften neben der Psychologie zur Basis der wissenschaftlichen Pädagogik machen.

## Schriften
- Grundsätze und Forderungen der deutsch-arischen Studentenschaft der Prager deutschen Hochschulen. 1920.
- Grimmelshausen. Ein deutscher Mensch im siebzehnten Jahrhundert. Versuch einer psychologischen Persönlichkeitsanalyse unter Berücksichtigung literaturgeschichtlicher und kulturgeschichtlicher Gesichtspunkte. (= Prager Deutsche Studien 29), Sudetendeutscher Verlag 1924.
- Erweckung der Gefolgschaft. 1931.
- Die pädagogischen Akademien in Preußen und die Neugestaltung der deutschen Lehrerbildung in der Tschechoslowakischen Republik. 1932.
- Erziehungswissenschaft. 1934.
- Wandlungen des großdeutschen Gedankens. Rede bei der Feier der nationalen Erhebung und der Reichsgründung am 30.1.1936, 1937.
- Sudetendeutschland. Ein Beitrag zur Grenzlanderziehung im ostmitteldeutschen Raum. 1938.
- Georg von Schönerer, ein Erzieher zu Großdeutschland. 1942.
- Erziehungswissenschaft im Abriss. Wolfenbütteler Verlagsanstalt, Wolfenbüttel-Hannover 1947.
- Deutsche Erziehungswissenschaft. Prinzipiengeschichte und Grundlegung. Hain, Meisenheim am Glan 1963.
- Deskriptive Pädagogik. Umrisse einer Darstellung der Tatsachen und Gesetze der Erziehung vom soziologischen Standpunkt. (= Schriften der Deutschen Wissenschaftlichen Gesellschaft in Reichenberg. Heft 4), Neuausgabe der Habilitationsschrift von 1927, Darmstadt 1967